# Theresa Révay
Theresa Révay (* 5. Februar 1965 in Paris) ist eine französische Schriftstellerin.
Sie studierte französische Literatur an der Sorbonne. Mit Anfang zwanzig veröffentlichte sie ihren ersten Roman.
Danach arbeitete sie als Gutachterin und Übersetzerin für verschiedene französische Verlage.
Bis heute lebt sie in Paris.

## Werke
- Das Erbe der Fonteroys. Fischer 2006, ISBN 978-3-596-16621-3
- Das Glas der Grandi. Fischer 2008, ISBN 978-3-596-17304-4
- Die weißen Lichter von Paris. Goldmann 2009, ISBN 978-3-442-47059-4
- Der Himmel über den Linden. Goldmann 2010, ISBN 978-3-442-47295-6
- Der letzte Sommer in Mayfair. Goldmann 2013, ISBN 978-3-442-47841-5
- An den Ufern des Bosporus. Goldmann 2015, ISBN 978-3-442-48231-3